# 最后一片常春藤叶
《最后一片常春藤叶》（英語：The Last Leaf）是美国短篇小说家欧·亨利的一部短篇小说作品，最早发表于他的作品集《The Trimmed Lamp and Other Stories》中。本作品是欧·亨利的代表作之一，被許多國家選入課本作為教材。

## 內容
老畫家在狂風暴雨的夜晚中在牆上畫常春藤，並激勵病患喬安，而老畫家也因此而感染肺炎而死。